# George Carew (Admiral)

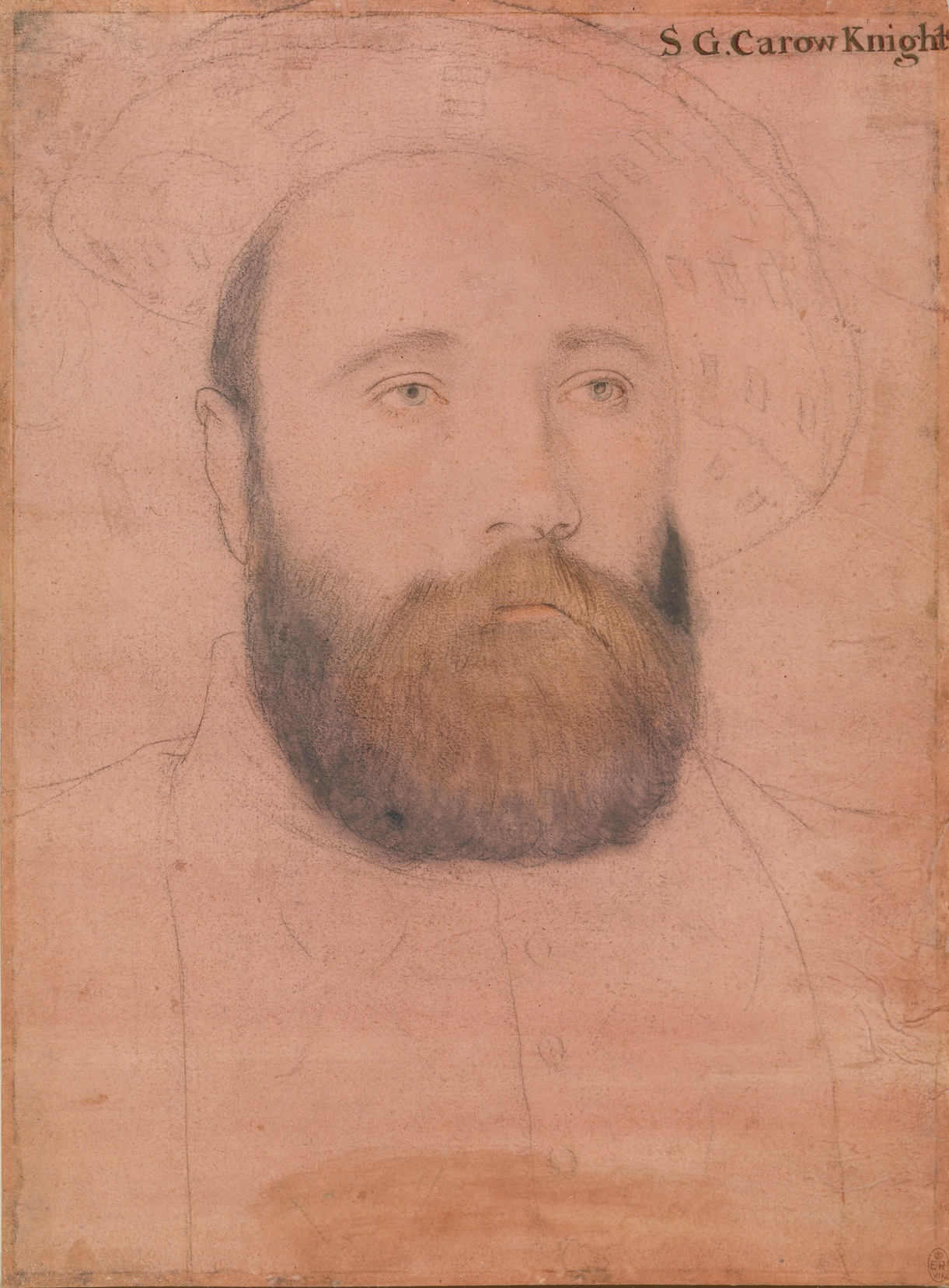
George Carew. Porträtskizze von Hans Holbein dem Jüngeren

Sir George Carew (* um  1504; † 19. Juli 1545 im Solent vor Portsmouth) war ein englischer Militär und Admiral, der beim Untergang der Mary Rose ums Leben kam.

## Herkunft und Jugend
George Carew entstammte der Familie Carew von Mohun’s Ottery in Devon. Er war der älteste Sohn von Sir William Carew (um 1483–1536) und dessen Frau Joan (auch Jane) Courtenay († 1554) und wuchs im Haushalt seines Verwandten Henry Courtenay, 2. Earl of Devon auf. Möglicherweise studierte er ab 1519 am Middle Temple in London. Als abenteuerlustiger junger Mann reiste er 1526 zusammen mit Edward Rogers und Andrew Flamank ins französische Blois, wo sie vergeblich versuchten, in den Dienst der französischen Regentin Luise von Savoyen zu treten. Nach seiner Rückkehr nach England wurde Carew dafür im November von König Heinrich VIII. begnadigt.

## Aufstieg durch den Einfluss des Marquess of Exeter
Wie andere Bekannte des inzwischen zum Marquess of Exeter aufgestiegenen Henry Courtenay wurde auch Carew 1533 in Verbindung mit der angeblichen Prophetin Elizabeth Barton genannt. Diese wurde 1534 hingerichtet, doch offenbar erlitt Carews Ruf dennoch keinen Schaden. Bei einer Nachwahl Anfang Januar 1536 wurde er durch den Einfluss des Marquess of Exeter als Nachfolger seines Onkels Sir William Courtenay als Knight of the Shire für Devon gewählt, und vermutlich im selben Jahr wurde er zum Ritter geschlagen. Von November 1536 bis 1537 diente er als Sheriff von Devon, wofür er die Pachteinkünfte von der in der Reformation aufgelösten Frithelstock Priory erhielt. Im August 1537 wurden ihm offiziell die Besitzungen seines verstorbenen Vaters übergeben, darunter Mohun’s Ottery in Devon, aus denen er jährliche Einkünfte von £ 30 hatte. 1538 wurde er Friedensrichter von Devon und Mitglied in Gerichtskommissionen in mehreren südenglischen Grafschaften. Anfang 1541 erhielt er vom König die Ländereien der aufgelösten Polsloe Priory bei Exeter. Von 1542 bis 1543 wurde Carew erneut Sheriff von Devon, dazu Verwalter der Besitzungen des gestürzten und hingerichteten Exeter, wodurch er jährliche Einkünfte von £ 30 hatte. 1544 wurde Carew zum Lieutenant der Gentlemen Pensioners ernannt. Für diesen Dienst erhielt er täglich £ 1.

## Karriere als Militär

### Kommandant von Rysbank
Im Sommer 1537 gehörte Carew zur Besatzung der Flotte, die unter Vizeadmiral Sir John Dudley im Ärmelkanal gegen Piraten vorging. Nach der Absetzung seines Verwandten Nicholas Carew übernahm er im März 1539 das Kommando von Rysbank, einer Festung zum Schutz des englischen Festlandbesitzes Calais. Als Kommandant musste er in Calais wohnen, weshalb er wohl bei den Unterhauswahlen 1539 nicht erneut kandidierte. Carew wurde am 29. Juli offiziell zum Kommandanten ernannt. Bei seinem Amtsantritt fand er die Festung zwar mit zahlreichen Geschützen versehen, aber ohne ausreichende Munition vor. Als Kommandant gehörte er dem Rat von Calais an, der von Arthur Plantagenet, 1. Viscount Lisle geleitet wurde. Der 1539 vom König erlassene Act of Six Articles, der die Church of England regelte, bedrohte die Aufenthaltserlaubnis der protestantischen Prediger, die in Calais Zuflucht gefunden hatten. Im Rat gehörte Carew zu den wenigen Mitgliedern, die sich für diese einsetzten, wofür er von John Foxe gelobt wurde. Carew selbst war ein radikaler Protestant geworden, der Fleischverzehr während der Fastenzeit erlaubte, womit er im Widerspruch zur Kirche stand. Im Dezember 1539 durfte er mit Anna von Kleve die zukünftige Frau des Königs in Calais empfangen. Mit offizieller Erlaubnis reiste Carew 1540 nach England und nahm am 1. Mai in London in Anwesenheit des Königs an einem Turnier teil. Nach der Verhaftung des des Verrats verdächtigten Arthur Plantagenet, 1. Viscount Lisle wurde auch Carew zu Verhören in den Tower gebracht, weil der König um die Sicherheit von Calais besorgt war. Offenbar konnte Carew seine Loyalität belegen, denn er blieb Kommandant von Rysbank und wurde als Mitglied der Gerichtskommission für Devon bestätigt.

## Dienst als Offizier im Krieg mit Frankreich

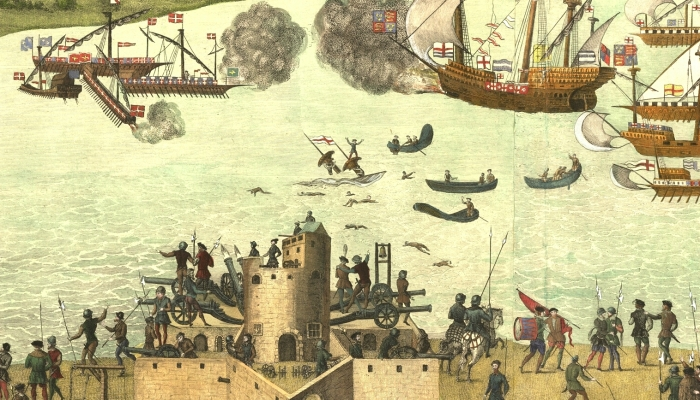
Der Untergang der Mary Rose nach einer zeitgenössischen Darstellung

Im Juni 1543 legte Carew sein Amt als Kommandant von Rysbank nieder und diente stattdessen im Krieg mit Frankreich von 1542 bis 1546 als Reiteroffizier unter Sir John Wallop in Flandern. Zusammen mit seinem Bruder Peter Carew nahm er an Gefechten mit der französischen Besatzung von Thérouanne teil, anschließend an der Belagerung von Landrecies. Dabei entging er nur knapp der Kugel eines Scharfschützen, als er einen Belagerungsgraben inspizierte. Als er im November 1543 nach einem Gefecht bei Landrecies flüchtige französische Truppen verfolgte, geriet er selbst in Gefangenschaft. Erst durch Intervention von König Heinrich VIII. kam er einige Monate später wieder frei. Mit einem Gefolge von 20 Mann nahm Carew 1544 am Feldzug nach Nordfrankreich teil, bei dem Boulogne erobert wurde.

## Dienst als Admiral und Tod
Als im Frühjahr 1545 eine französische Invasion Englands drohte, patrouillierte Carew unter dem Oberbefehl von Lordadmiral John Dudley, 1. Viscount Lisle auf der Mary Rose im Ärmelkanal. Im Juni erhielt er den Befehl, nach Portsmouth zurückzukehren. Am 19. Juli speiste der König zusammen mit den Kommandanten seiner Flotte auf der Great Harry, als eine französische Flotte im Solent erschien. Die englische Flotte lief den Franzosen entgegen. Der König hatte noch, bevor er zurück an Land gesetzt wurde, Carew zum Vizeadmiral befördert. Carews Flaggschiff bekam bei einem Wendemanöver Schlagseite, worauf durch die geöffneten Stückpforten Wasser eindrang. Vor den Augen des Königs und von Carews Frau, die von Southsea Castle der erwarteten Schlacht zuschauten, sank die Mary Rose mit dem Großteil ihrer Besatzung, einschließlich Admirals George Carew.
Als Admiral war Carew nicht hauptverantwortlich für die Navigation gewesen, sondern Kapitän Roger Grenville. Allerdings soll Carew kurz vor dem Untergang seinem Verwandten Gawain Carew, dem Kommandanten der Matthew Gonson zugerufen haben, dass seine Mannschaft aus Spitzbuben bestehe, die kaum unter Kontrolle zu halten seien. Nach heutiger Forschung sank das Schiff letztlich aufgrund seemännischer Fehler und aufgrund der seit dem Umbau von 1536 instabilen Konstruktion, die durch die Überladung vor der Schlacht verschärft wurde.

## Ehen und Erbe
Carew war zweimal verheiratet. In erster Ehe hatte er Thomasine Pollard geheiratet, eine Tochter von Sir Lewis Pollard aus King’s Nympton in Devon und von dessen Frau Agnes. Nach dem Tod seiner ersten Frau am 18. Dezember 1539 heiratete er vor Weihnachten 1540 Mary Norris († 1570), eine Tochter des Kammerherrn Henry Norris und dessen Frau Mary. Beide Ehen waren kinderlos geblieben. Carew hinterließ kein Testament, so dass sein jüngerer Bruder Peter Carew sein Erbe wurde. Seine Witwe kehrte an den Königshof zurück und heiratete in zweiter Ehe Sir Arthur Champernowne.